# Laetmaster
Laetmaster is een geslacht van zeesterren uit de familie Solasteridae.

## Soort
- Laetmaster spectabilis (Perrier, 1881)